# Vocal temática
En los estudios indoeuropeos lingüísticos, una vocal temática es el morfema dependiente flexivo que se encarga de indicar la categoría del lexema, independientemente de que este funcione como verbo o no. Los sustantivos, adjetivos y verbos que tienen una vocal temática se conocen como temáticos, y a los que carecen alguna se les llama atemáticos. En general, una vocal temática es cualquier vocal que se encuentre al final del tema de una palabra.

## Protoindoeuropeo
Las palabras en el idioma protoindoeuropeo se dividían en tres partes: una raíz, un sufijo y una desinencia flexional. La vocal temática, si la había, ocurría al final del sufijo y antes de la desinencia flexional:
- *gʷʰér-mo-s 'calor' > griego antiguo θέρμος (thérmos)
- *bʰér-e-ti '(él) carga' > sánscrito bhárati, gótico baíriþ

La vocal temática técnicamente pertenecía al sufijo y no a la desinencia flexional, ya que cada sufijo era de por sí temático o atemático. A veces la vocal temática actuaba como un sufijo entero, derivando nuevos temas desde una raíz directamente. Sin embargo, a la hora de comparar las desinencias temáticas y atemáticas, generalmente se le incluye en las desinencias también.
La vocal temática aparecía como *e o *o, pero la distribución variaba de verbo a verbo y de nominal a nominal. En los verbos, la vocal temática era *e cuando a la vocal le seguía una desinencia con consonante coronal (*t, *d, *dʰ o *s), siendo *o en el resto de casos. En los sustantivos, la vocal temática era casi siempre *o, y sólo era *e cuando no había desinencia flexional y cuando le seguía *h₂.

## Desarrollos de los paradigmas temáticos y atemáticos
Las formas temáticas y atemáticas pasaron los idiomas que provinieron del protoindoeuropeo. En la mayoría de idiomas antiguos, como el sánscrito o el griego antiguo, se preservó la distinción entre sustantivos y verbos temáticos y atemáticos. En idiomas posteriores, la distinción fue remplazada por distinciones entre declinaciones temáticas ("vocálicas") y atemáticas ("consonánticas"), considerándose los verbos atemáticos como "irregulares".
Como consecuencia de tales cambios, la distribución entre palabras temáticas y atemáticas varía ampliamente en los idiomas indoeuropeos. En latín, por ejemplo, sólo hay unos pocos verbos atemáticos, mientras que el sánscrito conserva un gran número de estos.

### Fusión
Incluso en los idiomas antiguos, la vocal temática muchas veces no se puede diferenciar de la desinencia flexional, ya que ambas se han fusionado juntas:
- latín arcaico sax-o-īs > latín clásico sax-īs, dativo plural de sax-u-m 'piedra'
- griego homérico θε-ᾱ́-ων (the-ā́-ōn) > griego homérico θε-ῶν (the-ôn), genitivo plural de θε-ᾱ́ (the-ā́) 'diosa'

### A temática
Aunque la a de la primera declinación del griego antiguo y del latín no era originalmente una vocal temática, se le considera como una en los estudios gramaticales de ambos idiomas. Los sustantivos de la primera declinación toman algunas desinencias que le pertenecían a la segunda declinación temática.
- *bʰardʰ-eh₂-Ø > latín barba 'barba'

## Idiomas individuales

### Griego antiguo
El griego antiguo tiene sustantivos temáticos en la primera y segunda declinaciones, poniendo a los atemáticos en la tercera.
Los verbos temáticos están representados en la conjugación -ω -ō, y los atemáticos en la conjugación -μι -mi (llamados de esta manera según la forma de la primera persona del singular en el tiempo presente). Las conjugaciones son muy diferentes entre los dos grupos, pero las diferencias en realidad son el resultado de reacciones distintas en las desinencias según la vocal temática. En griego clásico, las desinencias del tiempo presente para los verbos temáticos eran las siguientes.
-ω, -εις, -ει, -ομεν, -ετε, -ουσι(ν)
(-ô, -eis, -ei, -omen, -ete, -ousi(n))
Por otra parte, los atemáticos tenían estas otras:
-μι, -ς, σι, -μεν, -τε, -ασι(ν)
(-mi, -s, -si, -men, -te, -asi(n))
Los verbos atemaicos eran una categoría cerrada con formas heredadas del protoindoeuropeo.

### Latín
En latín, los sustantivos de la primera (-a), segunda (-o), cuarta (-u) y quinta (-e) declinaciones son considerados temáticos. Los sustantivos con sufijos que terminan en -i se clasifican junto a los atemáticos en la tercera declinación, ya que terminaron pareciéndose en su flexión. Los verbos se clasifican de forma similar: según la vocal del sufijo hay una primera declinación (-a), una segunda (-e) y una cuarta (-i), con los atemáticos formando la tercera declinación. No hay verbos en latín con -o o -u.

### Español
En español, los verbos atemáticos que había en latín se adaptaron, dejando el idioma con tres conjugaciones según tres vocales temáticas:
- 1.ª conjugación: infinitivo acabado en -ar
- 2.ª conjugación: infinitivo acabado en -er
- 3.ª conjugación: infinitivo acabado en -ir